# Падение Лакхнау
Падение Лакхнау (англ. Capture of Lucknow) — одна из военных операций, проведённых британскими войсками во время Восстания сипаев. Британцы вновь захватили город Лакхнау, оставленный ими четырьмя месяцами ранее, и уничтожили организованное сопротивление в княжестве Ауд.

## Предыстория
После деблокады Лакхнау британский командующий в Индии генерал-лейтенант Колин Кэмпбелл вернулся в Канпур с основными силами, но оставил 4-тысячный отряд под командой Джеймса Аутрама удерживать Аламбаг — обнесённый стенами парк в двух милях к югу от Лакхнау.
Во время зимы Кэмпбелл восстановил линии коммуникации с Дели и с Калькуттой. Он также получил свежие подкрепления из Британии, нашёл достаточно транспорта и организовал колонну снабжения. После взятия 1-го января 1858 года Фатегарха, что позволило ему обрести контроль над всей местностью между Канпуром и Дели, Кэмпбелл решил оставить Ауд в покое и сосредоточиться на захвате княжества Рохилханд, бывшего в руках повстанцев. Однако генерал-губернатор Индии лорд Каннинг настаивал на полном подчинении Ауда, чтобы не позволить восстанию разгореться вновь. Лорд Каннинг писал Кэмпбеллу: «Ауд — это не только пункт сбора для сипаев и место за которым они все наблюдают и возлагают на него свои собственные мечты и перспективы взлёта и падения. Ауд представляет династию, здесь князь Ауда «ищет свою собственность»

## Наступление Кэмпбелла
Войска Кэмпбелла насчитывали 17 пехотных батальонов, 28 кавалерийских эскадронов, 134 орудия и мортиры вместе с большим обозом. В конце февраля армия пересекла Ганг и 1-го марта двинулась на встречу с Аутрамом в Аламбаге. Здесь войска были реорганизованы в три пехотные дивизии, которые возглавили Аутрам и бригадные генералы Уолпол и Люгард; кавалерийскую дивизию под командой Джеймса Хоупа Гранта. 9-тысячный отряд непальцев (не путать с регулярными частями гуркхов Бенгальской армии) под командой бригадного генерала Фрэнкса подошёл к Лакхнау с севера.
Британцам не удалось получить достоверной информации о числе повстанцев. По имевшейся информации, Лакхнау защищали около 100 000 человек. Защитникам не хватало централизованного командования; в основном войска состояли из личных дружин землевладельцев или из плохо организованных отрядов бойцов, чьи мотивы, преданность делу и вооружение широко варьировались. Повстанцы располагали большим количеством орудий, также они сильно укрепили канал Чарбаг, город, дворцы и мечети, прилегающие к резиденции к северу от города. Однако повстанцы не укрепили подходы к городу с севера, на северном берегу реки Джумти, где раньше не было боёв.

## Ход боёв
Кэмпбелл повторил свои действия предыдущего года. Он двинулся на восток города и канала Чарбаг, чтобы захватить обнесённый стенами парк Дилкуш. 5-го марта инженеры Кэмпбелла собрали два понтонных моста через реку Гомати. Дивизия Аутрама перешла на северный берег и 9-го марта подошла к городу с севера. Под прикрытием огня осадных орудий дивизия захватила трибуну королевского ипподрома (так называемый Чакар Котхи). Тем временем главные силы Кэмпбелла захватили Ля Мартиньер (бывшую британскую школу) и с небольшими потерями переправились через канал Чарбаг.
К 11 марта Аутрам захватил два моста (железный мост и близлежащий каменный мост) через реку Гомати у резиденции. Сильный орудийный обстрел повстанцев вынудил его очистить каменный мост. Тем временем Кэмпбелл, преодолев слабое сопротивление повстанцев, захватил закрытый дворец Сикандар Баг и мечеть (Шах-наджаф). 11-го марта Кэмпбелл вступил в ожесточённый бой за квартал дворцовых зданий Бегум Котхи; в этом бою полегло 600—700 повстанцев.
В следующие три дня инженеры и артиллеристы Кэмпбелла пробили проход через здания между Бегум Котхи и главной позицией мятежников в Кайзарбаге, дворце короля Ауда. Тем временем орудия Аутрама обстреливали Кайзарбаг с севера. 14-го марта последовал главный штурм Кайзарбага. Силы Кэмпбелла и Фрэнка пошли на приступ с востока. Кэмпбелл не разрешил Аутраму пересечь Гомати и зажать Кайзарбаг меж двух огней. В результате, хотя Кайзарбаг и был легко захвачен, его защитники отступили беспрепятственно.

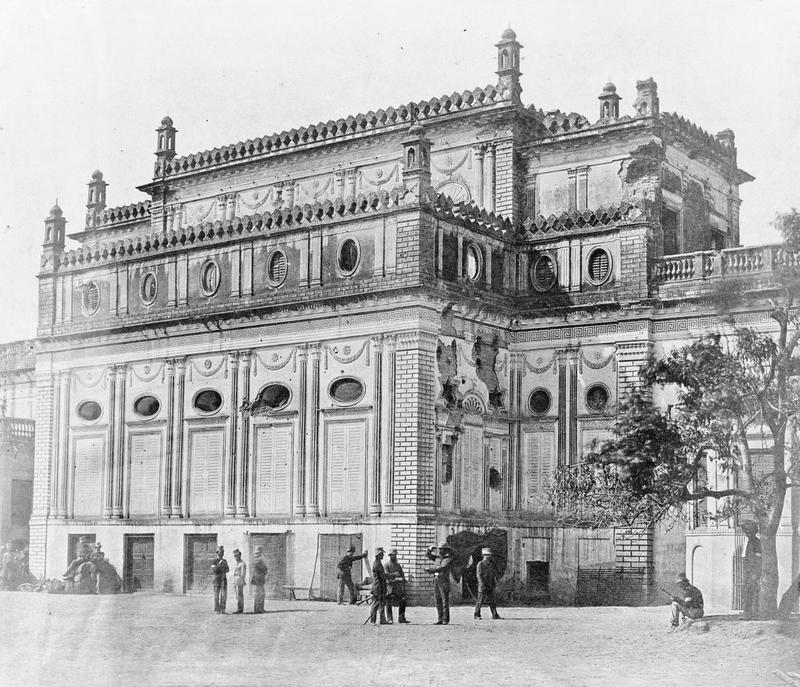
Дворец Бегум Коти. Фото 1858 г.

Большинство повстанцев покинули Лакхнау и рассеялись по местности. Хотя Кэмпбелл и послал кавалерию в погоню за беглецами, попытка оказалась бесперспективной. Тем временем британские солдаты бросились грабить захваченные дворцы.
16-го марта Аутрам пересёк реку Гомати, и его дивизия приступила к штурму резиденции. Повстанцы предприняли несколько несогласованных атак на Аламбаг и на британские позиции к северу от Гомати, но эти атаки провалились. Силы повстанцев, с которыми, предположительно, находились Бегум Назрат Махал, жена свергнутого наваба Ауда и её сын Бирджус Кадра, который был провозглашён повстанцами князем, отошли к Мусабагу, другому укреплённому дворцу в четырёх милях к северо-западу от Лакхнау. 21-го марта последние из повстанцев, 1200 человек, известного вождя Ахмадуллы-шаха (также известного как Файзабадский Молви) ушли из укреплённого дома в центре города. Этот день стал последним днём боёв.

## Результаты
Кэмпбелл провёл наступление осмотрительно и захватил Лакхнау с небольшими потерями, но ему не удалось пресечь бегство большей части повстанцев, поэтому его солдатам пришлось провести часть лета и сезона дождей, очищая от повстанцев округу Ауда. Британские войска обычно казнили всех захваченных в плен, независимо от того были он вооружены или нет. Аутрам занял должность гражданского комиссара Ауда.